# اسدآباد وسطی (سلسله)
اسدآباد وسطی روستایی از توابع بخش فیروزآباد شهرستان سلسله در استان لرستان ایران است. زبان مردم این روستا کردی به گویش لکی است.

## جمعیت
این روستا در دهستان فیروزآباد قرار دارد و بر اساس سرشماری مرکز آمار ایران در سال ۱۳۹۵ جمعیت آن ۵۶ نفر بوده که ۲۸ نفر مرد و ۲۸ نفر زن بوده‌اند. اسدآباد علیا دارای ۱۸ خانوار می‌باشد.